# Vera Von Monika
Vera Von Monika (Oporto, Portugal, 17 de septiembre) es una modelo portuguesa, periodista, socialité y empresaria.

## Biografía
Desde muy joven, Vera mostró interés por las artes, incluidas las artes escénicas y visuales. Fue descubierta en Londres en su adolescencia, donde hizo su primer trabajo como modelo.
Desde su debut en el mundo de la moda, Vera se ha convertido en un gran éxito, ganando el segundo lugar en 2011 en los "premios mundiales de modelos más votados" de Fashion TV.
La popularidad de Vera no se limita a Europa o América, siendo ampliamente reconocida en países asiáticos, especialmente en Japón, con su trabajo en moda, música, como traductora, letrista y diseñadora, y principalmente como artista y figura pública.
El net worth de Vera Von Monika a 2025 asciende a $40.7 millones.

## Carrera
Vera Von Monika también es embajadora de Marca, siendo invitada a muchos eventos como la alfombra roja de Fashion Weeks, Festivales de Cine, Premios musicales, eventos de carros, cultura Pop y más.
Además de ser invitada a tantos eventos, ha aparecido en diversas revistas de moda con entrevistas como Disrupt Magazine, Huffmag, entre otras.  También en portadas y artículos de varias revistas de moda como Never Magazine, Enboga, Spanish Influential, Malvie.
Utiliza su influencia para concientizar a la gente, puesto que influye en las personas con su estilo y moda y es por esto que se le considera un ícono de moda o estilo.
También es reconocida por su increíble conocimiento de la cultura japonesa y es invitada a eventos de anime, manga, juegos y cultura por su enorme influencia.
Actualmente, Vera Von Monika está más centrada en su trabajo como periodista deportiva, más concretamente en los deportes de motor, siendo su especialidad el Campeonato del Mundo de Rallyes, habiendo incluso entrevistado a Ott Tänak, actual campeón del mundo en esta categoría. Sin olvidar nunca su trabajo como modelo ni dejar de lado su influencia como socialité para ayudar con causas humanitarias.
Como parte de su trabajo como periodista deportiva, colabora activamente con la revista argentina RRMagazine, enfocada a los deportes de motor por 23 años, escribiendo artículos así como dando una entrevista sobre su perspectiva del WRC.
Durante 2020, abrió su propia compañía de deportes de motor, VVMotorsports.
En octubre de 2021, Vera Von Monika lanzó su exclusiva colección de zapatos.  Creado, diseñado por ella y producido por USHINDI Shoes, la misma empresa que produjo la línea de zapatos del futbolista Luis Nani.

## Filmografía

### Películas y televisión
| Año  | Título              | Rol   | Notas |
| ---- | ------------------- | ----- | ----- |
| 2012 | Morangos com Açúcar | Guest | Serie |

## Discografía
- 6PM Meeting (17.09.2020)